# Confederação Africana de Handebol
A Confederação Africana de Handebol (em inglês: African Handball Confederation, ou CAHB do francês Confédération Africaine de Handball) é a federação matriz do handebol na África e membro da Federação Internacional de Andebol (International Handball Federation).
A federação com sede em Abidjã, Costa do Marfim, foi fundada em 1973. O atual presidente é Mansourou A. Aremou do Benin. A federação é responsável, entre outros, pela organização do Campeonato Africano de Andebol.